# Воллес Ян
Воллес Ян Де Соуза Баррето (порт. Wallace Yan de Souza Barreto, нар. 8 лютого 2005) — бразильський футболіст, нападник клубу «Фламенгу».

## Клубна кар'єра
Воллес Ян народився в Ріо-де-Жанейро і розпочав свою кар'єру в клубі «Ферровіарія», але в червні 2022 року був відданий в оренду «Фламенго». Пізніше, у лютому 2023 року, він підписав з клубом контракт на постійній основі і допоміг команді до 20 років виграти молодіжний Кубок Лібертадорес 2024 року, ставши найкращим бомбардиром турніру та Молодіжний Міжконтинентальний кубок 2024 року.
27 січня 2024 року Воллес Ян дебютував за основну команду, вийшовши на заміну замість Петтерсона у гостьовому матчі чемпіонату Каріока проти «Португези» (0:0). Його дебют у бразильській Серії А відбувся 22 вересня, коли він замінив Лоррана у гостьовому програшному матчі проти «Греміо» (2:3). Воллес Ян забив третій гол у переможному матчі «Фламенго» над англійським клубом «Челсі» (3:1) у другому матчі групового етапу клубного чемпіонату світу 2025 року, чим допоміг своїй команди вийти до плей-оф. У наступному матчі він забив гол у матчі з «Лос-Анджелесом» (1:1).

## Кар'єра за збірну
У червні 2024 року Воллес Ян був викликаний до молодіжної збірної Бразилії до 20 років на період тренувань.

## Досягнення
- Володар Кубка Бразилії: 2024
- Власник Суперкубку Бразилії: 2025
- Чемпіон штату Ріо-де-Жанейро: 2024, 2025